# Lokomotiv Kharkov
Ne pas confondre avec le Metalist Kharkiv, club de football situé dans la même ville.
Le Futbolny Klub Lokomotiv Kharkov (en ukrainien : Футбольный Клуб Локомотив Харьков), plus couramment abrégé en Lokomotiv Kharkov, est un ancien club soviétique (ukrainien) de football fondé en 1923 et disparu en 1956, basé dans la ville de Kharkiv.
Il a notamment vu passer dans ses rangs Vladimir Iline en 1945.

## Histoire
Fondé en 1923 sous le nom Krasny jeleznogorojnik (en russe : Красный железнодорожник, pour « Cheminots rouges »), le club devient en 1936 le Lokomotiv et évolue le championnat de la RSS d'Ukraine dans la foulée de l'organisation du football soviétique. Il intègre par la suite la deuxième division nationale à partir de 1945 et évolue en première division lors des saisons 1949 et 1950, 1953 et 1954.
Après un dernier passage au deuxième échelon en 1955, il est remplacé en championnat l'année suivante par l'Avangard Kharkov et disparaît dans la foulée.

## Entraîneurs du club
La liste suivante présente les différents entraîneurs connus du club :
- Ignat Gruber (1945) ;
- Piotr Parovytchnikov (1946-1949) ;
- Gavril Poutiline (novembre 1949-janvier 1951) ;
- Oleksandr Chevtsov (uk) (1951-1954) ;
- Piotr Parovytchnikov (1954-1955).